# فهرست نظامیان بلندپایه جمهوری اسلامی ایران
این نوشتار، فهرست نظامیان بلندپایه جمهوری اسلامی ایران است.

## امرا و سرداران تک-ستاره
درجه تک-ستاره در سازمان رزم ارتش جمهوری اسلامی ایران برای نیروی دریایی، دریادار و برای سایر نیروها، سرتیپ است. همچنین در سازمان رزم سپاه پاسداران انقلاب اسلامی برای نیروی دریایی، «دریادار پاسدار» و برای سایر نیروها، «سرتیپ پاسدار» است. سرداران تک-ستاره فرماندهی انتظامی جمهوری اسلامی ایران که سابقهٔ خدمت در سپاه پاسداران یا کمیته انقلاب اسلامی داشته باشند، عنوان «سرتیپ پاسدار» دریافت خواهند کرد. برخی از نظامیان ایرانی، پس از درگذشت‌شان، این درجه را به صورت افتخاری دریافت کرده‌اند.
در مراحل ترفیع یک امیر یا سردار، از سرتیپ دوم به سرتیپ، ابتدا به وضعیت «سرتیپی موقت»، و سپس به وضعیت «سرتیپی دائم» ارتقاء می‌یابد. تمام مراحل ارتقای درجه امرا و سرداران، با تأیید فرمانده کل نیروهای مسلح انجام می‌شود.

## امرا و سرداران دو-ستاره
درجه دو-ستاره در سازمان رزم ارتش جمهوری اسلامی ایران برای نیروی دریایی، دریابان و برای سایر نیروها، سرلشکر است. همچنین در سازمان رزم سپاه پاسداران انقلاب اسلامی برای نیروی دریایی، «دریابان پاسدار» و برای سایر نیروها، «سرلشکر پاسدار» است. تاکنون ۲۲ نفر درجه دوستاره را در حین خدمت دریافت کرده‌اند که ۱۱ نفرشان در قید حیات هستند. برخی از نظامیان ایرانی، پس از درگذشت‌شان، این درجه را به صورت افتخاری (Posthumous promotion) دریافت کرده‌اند.

## امرا و سرداران سه-ستاره
درجه سه-ستاره در سازمان رزم ارتش جمهوری اسلامی ایران برای نیروی دریایی، دریاسالار و برای سایر نیروها، سپهبد است. همچنین در سازمان رزم سپاه پاسداران انقلاب اسلامی برای نیروی دریایی، «دریاسالار پاسدار» و برای سایر نیروها، «سپهبد پاسدار» است. تاکنون هیچ کدام از نظامیان فعال در نیروهای مسلح جمهوری اسلامی ایران درجهٔ سه‌ستاره دریافت نکرده‌است. سید محمدولی قرنی، علی صیاد شیرازی، قاسم سلیمانی، محمد باقری، غلامعلی رشید، حسین سلامی و علی شادمانی این درجه را پس از درگذشتشان (Posthumous promotion) دریافت کرده‌اند.

## امرا و سرداران چهار-ستاره
درجه چهار-ستاره در سازمان رزم ارتش جمهوری اسلامی ایران برای نیروی دریایی، دریابد و برای سایر نیروها، ارتشبد است. همچنین در سازمان رزم سپاه پاسداران انقلاب اسلامی برای نیروی دریایی، «دریابد پاسدار» و برای سایر نیروها، «ارتشبد پاسدار» است. تاکنون هیچ کدام از نظامیان نیروهای مسلح جمهوری اسلامی ایران درجه چهارستاره دریافت نکرده‌است.